# 星乃あんり
星乃 あんり（ほしの あんり、1988年9月8日 - ）は、日本の女優。元宝塚歌劇団雪組の娘役。
福岡県福岡市、中村学園女子高等学校出身。身長160cm。血液型A型。愛称は「あんり」。

## 来歴
2007年、宝塚音楽学校入学。
2009年、宝塚歌劇団に95期生として入団。入団時の成績は23番。宙組公演「薔薇に降る雨／Amour それは…」で初舞台。その後、雪組に配属。
2011年のバウ・ワークショップ「灼熱の彼方」で、夢華あみとバウホール公演ダブルヒロイン。入団3年目での抜擢となった。続く音月桂・舞羽美海トップコンビ大劇場お披露目となる「仮面の男」で、新人公演初ヒロイン。
2012年の「ドン・カルロス」で2度目の新人公演ヒロイン。続く「双曲線上のカルテ」（バウホール・日本青年館公演）で、バウホール単独・東上公演初ヒロイン。
2013年の「Shall we ダンス?」で3度目の新人公演ヒロイン。
2014年の「パルムの僧院」で、大湖せしるとバウホール公演ダブルヒロイン。
2017年7月23日、早霧せいな・咲妃みゆトップコンビ退団公演となる「幕末太陽傳／Dramatic “S”!」東京公演千秋楽をもって、宝塚歌劇団を退団。
退団後はイタリアへの語学留学を経て、現在は舞台・モデル・ウォーキングコーチなど、幅広い分野で活動している。
2019年に自身のSNSで結婚したことを公表した。

## 人物
実妹は元花組娘役の春妃うららである。

## 宝塚歌劇団時代の主な舞台

### 初舞台
- 2009年4 - 5月、宙組『薔薇に降る雨』『Amour それは…』（宝塚大劇場のみ）

### 雪組時代
- 2009年7 - 10月、『ロシアン・ブルー』『RIO DE BRAVO!!』
- 2010年2 - 4月、『ソルフェリーノの夜明け』『Carnevale（カルネヴァーレ）睡夢（すいむ）』
- 2010年6 - 9月、『ロジェ』 - 新人公演：街の女（本役：晴華みどり）『ロック・オン!』
- 2010年10 - 11月、『はじめて愛した』（ドラマシティ・日本青年館）
- 2011年1 - 3月、『ロミオとジュリエット』
- 2011年4 - 5月、『ニジンスキー-奇跡の舞神-』（バウホール・日本青年館）
- 2011年7月、『灼熱の彼方〜「オデュセウス編」と「コモドゥス編」〜』（バウホール） - ウィビア バウWヒロイン[5][4]
- 2011年9 - 10月、『仮面の男』 - 新人公演：ルイーズ・ド・ラ・ヴァリエール（本役：舞羽美海）『ROYAL STRAIGHT FLUSH!!』（宝塚大劇場） 新人公演初ヒロイン[6][4][5]
- 2011年10 - 11月、『仮面の男』 - フォンダンヌ嬢、新人公演：ルイーズ（本役：舞羽美海）『ROYAL STRAIGHT FLUSH!!』（東京宝塚劇場）
- 2011年12 - 2012年1月、『Samourai』（ドラマシティ・日本青年館） - ポーレット
- 2012年3 - 5月、『ドン・カルロス』 - クララ、新人公演：レオノール（本役：舞羽美海）『Shining Rhythm!』 新人公演ヒロイン[6][5]
- 2012年7 - 8月、『双曲線上のカルテ』（バウホール・日本青年館） - モニカ・アッカルド 東上初ヒロイン[7][5]
- 2012年10 - 12月、『JIN-仁-』 - 喜市、新人公演：お駒（本役：大湖せしる）『GOLD SPARK!-この一瞬を永遠に-』
- 2013年2月、『若き日の唄は忘れじ』 - 萩『Shining Rhythm!』（中日劇場）
- 2013年4 - 7月、『ベルサイユのばら-フェルゼン編-』 - 小公女、新人公演：ロザリー（本役：早花まこ）
- 2013年8 - 9月、『若き日の唄は忘れじ』 - 萩『ナルシス・ノアールII』（全国ツアー）
- 2013年11 - 2014年2月、『Shall we ダンス?』 - エミリア、新人公演：エラ（本役：早霧せいな）『CONGRATULATIONS 宝塚!!』 新人公演ヒロイン[8][4][5][9]
- 2014年3月、『ベルサイユのばら-オスカルとアンドレ編-』（全国ツアー） - 小公女／ル・ルー
- 2014年6 - 8月、『一夢庵風流記 前田慶次』 - かる、新人公演：深草屋しげ（本役：麻樹ゆめみ）『My Dream TAKARAZUKA』
- 2014年10 - 11月、『パルムの僧院-美しき愛の囚人-』（バウホール） - クレリア・コンティ バウWヒロイン[5]
- 2015年1 - 3月、『ルパン三世 -王妃の首飾りを追え!-』 - マリー・ルイーズ、新人公演：ポリニャック公爵夫人（本役：早花まこ）『ファンシー・ガイ!』[5]
- 2015年5月、『星影の人』 - おみよ『ファンシー・ガイ!』（博多座）
- 2015年7 - 10月、『星逢一夜（ほしあいひとよ）』 - 清、新人公演：美和／あおさぎ（本役：早花まこ）『La Esmeralda（ラ エスメラルダ）』
- 2015年11 - 12月、『哀しみのコルドバ』 - アンフェリータ・ナバロ『La Esmeralda（ラ エスメラルダ）』（全国ツアー）
- 2016年2 - 5月、『るろうに剣心』 - 雪代巴／天神
- 2016年6 - 8月、『ローマの休日』（中日劇場・赤坂ACTシアター・梅田芸術劇場） - フランチェスカ
- 2016年10 - 12月、『私立探偵ケイレブ・ハント』 - ハリエット・マクレーン『Greatest HITS!』
- 2017年2月、『星逢一夜（ほしあいひとよ）』 - 湧『Greatest HITS!』（中日劇場）
- 2017年4 - 7月、『幕末太陽傳（ばくまつたいようでん）』 - 女郎こはる『Dramatic “S”!』 退団公演[10][4]

### 出演イベント
- 2014年12月、タカラヅカスペシャル2014『Thank you for 100 years』[5]
- 2015年12月、タカラヅカスペシャル2015『New Century，Next Dream』

## 宝塚歌劇団退団後の主な活動

### 舞台
- 2021年9月、『アプローズ〜夢十夜〜』（日本青年館・バウホール）[13]
- 2025年7月、『Flores de Colores』（有楽町朝日ホール）[14]

## 広告・CM出演
- 2014 - 2017年、『樋屋製薬』